# Cães no judaísmo

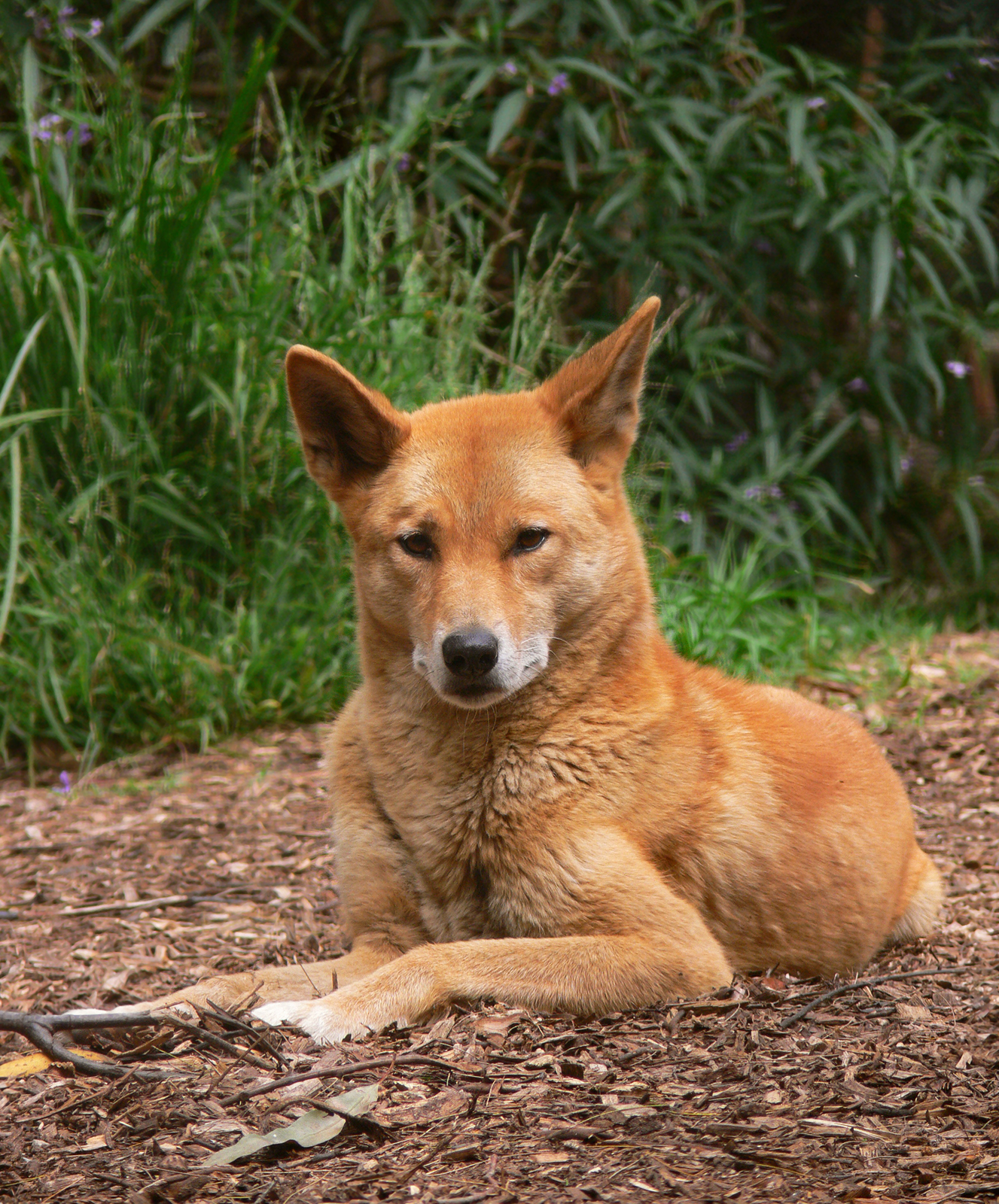
cachorro

A lei judaica não proíbe a manutenção de cães e outros animais como animais de estimação. No entanto, a lei judaica exige que os judeus alimentem cães (e outros animais que possuem) antes de se alimentarem e também exige que eles façam arranjos para alimentá-los antes de obtê-los. No judaísmo, não há proibição explícita da manutenção de cães como animais de estimação, e embora as opiniões dos cães variem entre os judeus, eles são retratados negativamente tanto na Bíblia hebraica quanto no Talmude, onde eles estão principalmente associados à violência e impureza. Deuteronômio 23:19 parece equiparar cães com prostituição, e o Livro dos Reis descreve cães que se alimentam de cadáveres. Os Salmos descrevem os cães como animais que maltratam os seres humanos. Essa visão negativa dos cães também é encontrada no Talmude, que também descreve os cães como animais perigosos. No entanto, cães e outros animais que são úteis para prevenir infestações de vermes são autorizados a serem usados para essa tarefa desde que estejam acorrentados, embora as pessoas que criam cães sejam amaldiçoadas.